# Bobromysz bezucha
Bobromysz bezucha (Crossomys moncktoni) – gatunek ssaka z podrodziny myszy (Murinae) w obrębie rodziny myszowatych (Muridae), występujący endemicznie na Nowej Gwinei.

## Taksonomia
Rodzaj i gatunek po raz pierwszy zgodnie z zasadami nazewnictwa binominalnego opisał w 1907 roku brytyjski zoolog Oldfield Thomas nadając im odpowiednio nazwy Crossomys i Crossomys moncktoni. Holotyp pochodził z Serigina, nad rzeką Brown, na wysokości nie mniej niż 4500 ft (1372 m), w Papui-Nowej Gwinei. Jedyny przedstawiciel rodzaju bobromysz (Crossomys).
Dane na podstawie sekwencji molekularnych przemawiają za pokrewieństwem Crossomys z Hydromys i Parahydromys, jednak ponieważ Hydromys i mniej wyspecjalizowany Parahydromys wydają się reprezentować odrębną linię, jest prawdopodobne, że wyraźne wodne adaptacje (np. silnie płetwiaste, łopatkowate tylne stopy) powstały niezależnie u Crossomys i Hydromys. Taksonomia C. moncktoni wymaga dodatkowej oceny. Autorzy Illustrated Checklist of the Mammals of the World uznają ten gatunek za monotypowy.

### Etymologia
- Crossomys: gr. κροσσοι krossoi „frędzle”[9]; μυς mus, μυος muos „mysz”[10].
- moncktoni: kpt. Charles Arthur Whitmore Monckton (1873–1936), nowozelandzki oficer, sędzia pokoju w Papui-Nowej Gwinei w latach 1897–1907, odkrywca, kolekcjoner, założyciel miasta Kokoda[11].

## Zasięg występowania
Bobromysz bezucha została odnotowana w pięciu odrębnych obszarach Nowej Gwinei, w tym w górach Sudirman, południowo-zachodnich zboczach góry Sisa, wschodniej części Gór Centralnych, gór Cromwell na półwyspie Huon i górach Astrolabe.

## Morfologia
Długość ciała (bez ogona) 175–230 mm, długość ogona 212–273 mm, długość ucha 1–5 mm, długość tylnej stopy 44–53 mm; masa ciała 165 g. Bobromysz bezucha jest przystosowana do ziemnowodnego trybu życia, nawet lepiej niż pokrewne, większe od niej bobroszczury. Głowa i ciało holotypu (dorosłej samicy) miały długość 205 mm, z ogonem o długości 220 mm. Futro bobromyszy jest gęste, miękkie i wełniste, z wierzchu szare, od spodu srebrzystobiałe z wyraźnym oddzieleniem wysoko na bokach. Włosy mają czarne końcówki. Jedną z charakterystycznych adaptacji do pływania są szczątkowe małżowiny uszne, zredukowane do 1–2 mm długości. Wibrysy są mniej gęste i krótsze niż u podobnych gryzoni. Stopy są prawie nagie, palce przednich kończyn są wolne, natomiast u tylnych są spięte błoną pławną. Ogon jest szary, jego dolna krawędź wyposażona jest w podwójny rząd ośmiomilimetrowej długości białych włosów, tworzących „frędzle” pomagające w pływaniu. Tego typu struktura występuje u rzęsorków (Neomys) i wodoryjków (Nectogale). Samica ma dwie pary sutków brzusznych.

## Ekologia
Żyje w wyżynnej środkowej części wyspy, na wysokościach od 1200 do 3500 m n.p.m. Okazy były chwytane w górskich strumieniach, blisko krawędzi lasu. Gryzonie te żyją w pobliżu słodkiej wody i prowadzą ziemnowodny tryb życia.
Według doniesień samica zwykle rodzi jedno młode.

## Populacja
Bobromysz bezucha jest skryta i trudno ją schwytać (drugi okaz zdobyła dopiero ekspedycja T. Gilliarda w 1951 roku), ale występuje na znacznie większym obszarze niż początkowo sądzono. Chociaż nie wiadomo, jaki jest trend zmian jej liczebności, nie są znane znaczące zagrożenia dla tego gatunku. Lokalnie ludzie polują na te gryzonie i jedzą je, a na zachodzie obszaru występowania może na nią niekorzystnie wpływać górnictwo. Nie wiadomo, czy występuje w obszarach chronionych. Bobromysz bezucha jest przez Międzynarodową Unię Ochrony Przyrody uznawany za gatunek najmniejszej troski.